# Куртина

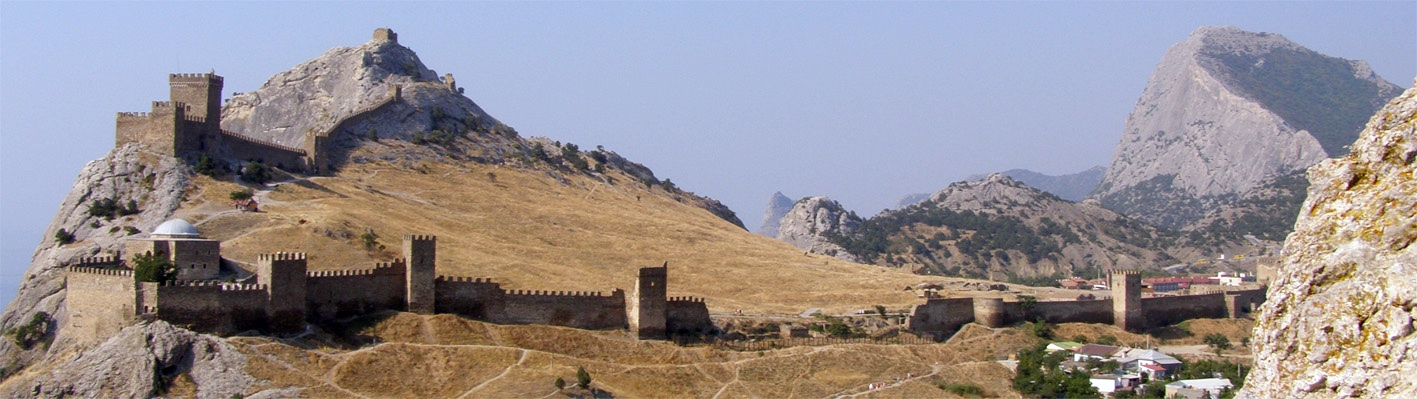
Панорама генуезької фортеці. Судак. Фортечна стіна між вежами — куртина.

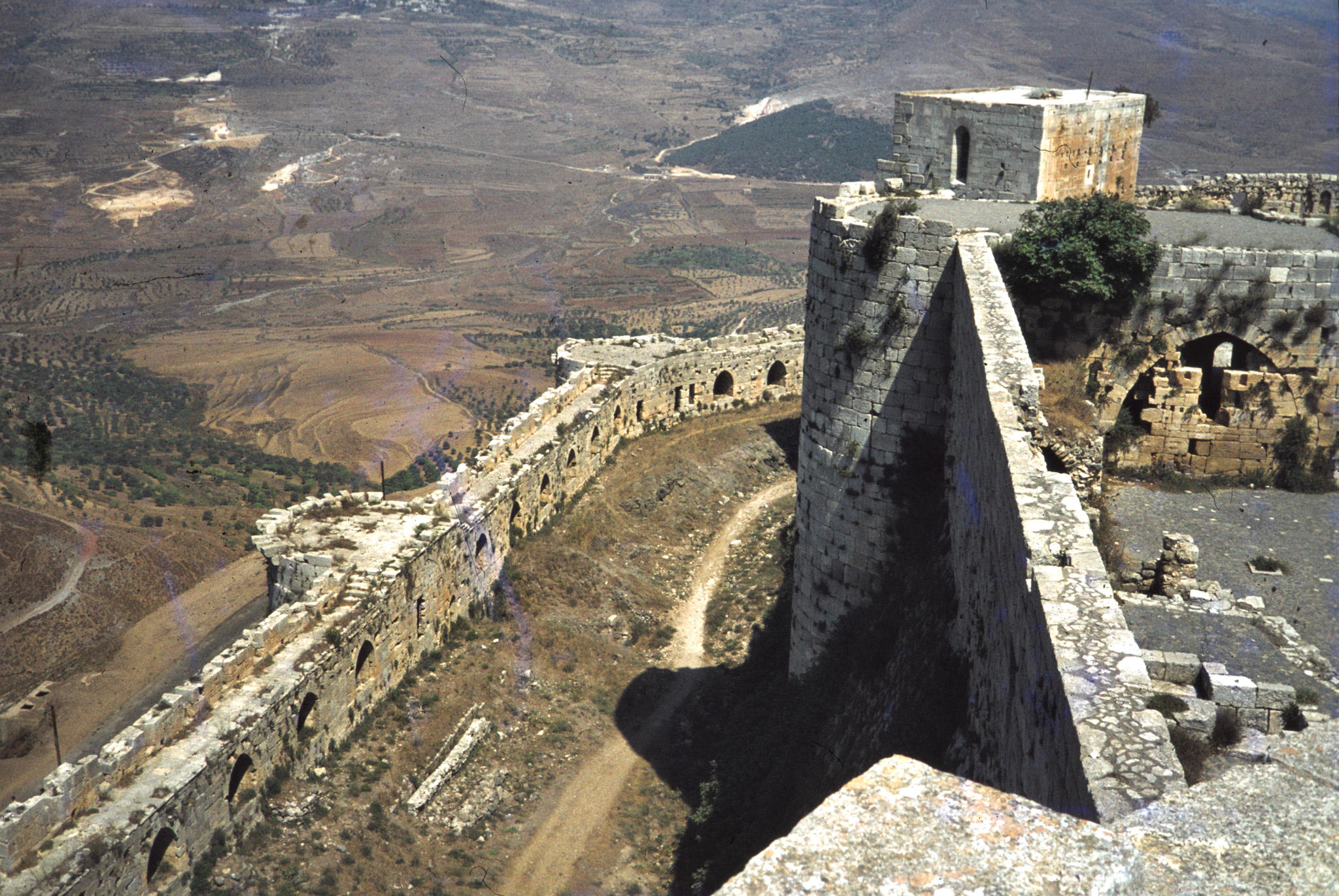
Куртина замку Крак де Шевальє, у Сирії.

Курти́на (фр. courtine — «завіса») — частина фортифікаційної споруди — оборонного муру між фланками двох суміжних бастіонів або між двома вежами. Схоже поняття — прясло.

## Інші значення
Слово «куртина» може вживатися й у таких значеннях:
- Ділянка саду чи компактна відокремлена група однорідних дерев або кущів, що міститься в змішаному зеленому масиві.
- Квітковий газон, обкладений дерном або обрамлений підстриженими кущами та деревами.
- Прямокутна в плані група кварталів, яка обмежується з боків узвозами до річки[2].
- Штора, занавіс.